# Ардабил
Ардабил (перс. اردبيل) је град Ирану у покрајини Ардабил. Према попису из 2006. у граду је живело 418.262 становника.

## Становништво
Према попису, у граду је 2006. живело 418.262 становника.
| 1986.   | 1991.   | 1996.   | 2006.   |
| ------- | ------- | ------- | ------- |
| 281.973 | 311.022 | 340.386 | 418.262 |